# Arachnotermes
Arachnotermes Mello-Leitão, 1928 è un genere di ragni appartenente alla famiglia Salticidae.

## Caratteristiche
La femmina ha un bodylenght (lunghezza del corpo escluse le zampe) di 2,5 millimetri. Il corpo è ricoperto di peli eretti di colore nero e di piccole chiazze bianche: sul cefalotorace queste macchie assumono la forma di un arco. L'opistosoma è invece solcato da due linee trasversali di colore bianco. La parte inferiore del corpo è nerastra.
Come luogo di ritrovamento predilige la prossimità con i nidi delle termiti. La zona di rinvenimento degli esemplari è la municipalità di Varginha, nello Stato brasiliano di Minas Gerais.

## Distribuzione
L'unica specie oggi nota di questo genere è un endemismo del Brasile.

## Tassonomia
A dicembre 2010, si compone di una sola specie:
- Arachnotermes termitophilus Mello-Leitão, 1928[3] — Brasile